# 八爪博士
八爪博士（英語：Doctor Octopus），本名為奧托·岡瑟·奧克塔维斯博士，由漫威漫畫創作的一名超級反派，是蜘蛛人的敵人之一，由作家史丹·李和藝術家史蒂夫·迪特科所創造，他第一次出場於《驚奇蜘蛛人#3》。史丹·李表示，八爪博士是他在蜘蛛人漫畫中最喜歡的反派之一。
2009年，八爪博士被IGN列為漫畫史上100大反派中的第28名。

## 簡介
奧托·岡瑟·奧克塔维斯博士在初次登場的時候，名字被拼寫成「Octavius」。儘管他的名字像章魚，但他寧可做一個人類。八爪博士是運用四條強而有力的機械手臂的一個矮胖子博士。
他是一位極度聰明的瘋狂科學家，他想證明他自己的天才和消滅蜘蛛人。許多人認為他是蜘蛛人最了不起的敵人。和綠惡魔一樣，他是蜘蛛俠以前的朋友。
他在很多蜘蛛人的影視作品和電子遊戲中出現。

## 经历

### 起源
奧托·岡瑟·奧克塔维斯（Otto Gunther Octavius）出生於美國紐約市的一個工人家庭裏，父親在奧托兒時經常對他和母親施以家暴，在學校雖然成績優異，但則因為性格內向而經常被同學霸凌，不過奧托憑著自己的天才級智商加上努力向學，長大後成為了一名優秀的核物理學家。某天奧托從李奧納多·達文西的素描畫作《維特魯威人》得到靈感發明了一部擁有八隻機械觸手的裝置，但母親和未婚妻當時一同離世，雙重打擊下讓他的性情變得暴戾，同事們利用他的名字的雙關語替他取了“八爪博士”的綽號。
某天，奧托正在利用八爪觸手裝置進行實驗，但幅射外洩的意外使裝置和他的身體合而為一，幅射亦改變了他的大腦結構，使他可以直接用思考甚至遠距離的心靈感應來控制他的裝置，同時亦使他精神失常，成為一名反社會份子。
八爪博士某次在和蜘蛛人的戰鬥中脫下了他的面罩，因而得知蜘蛛人的真實身份。

### 邪惡六人組
由於自大的性格，八爪博士認為蜘蛛人高智商且擁有超能力對他來説是一種嘲諷和威脅。經過多次與蜘蛛人交手後，八爪博士被關進監獄，和裝置分離兩地，裝置把他救出獄後，八爪博士了解到憑一人之力是絕對無法擊敗蜘蛛人的，他必須和其他超級罪犯聯手，八爪博士於是便邀請蜘蛛人的其他敵人，但最終只獲得禿鷹、神秘法師、電光人、沙人和獵人克拉文的回應。
雖然八爪博士選擇了與其他人聯手，但他也明白包括自己在內的這群罪犯彼此都無法放心地全力合作，於是採取分次出擊的方式，每個人都挑選最能發揮自己的能力的地點與蜘蛛人交手。

### 究極蜘蛛人
在616號宇宙(主宇宙)中，八爪博士曾經短暫取代彼得·帕克成為新的蜘蛛人，並自稱為「究極蜘蛛人」。他希望以自己卓越的智力成為一個比彼得更好的蜘蛛人，同時也與一位名叫安娜·馬莉亞·馬可尼的矮小女孩發展了戀人的關係。奧托跟彼得的個性完全不同，為了達到目的可以不擇手段，在獲得成功的同時也毀了彼得的人際關係。
雖然獲得了超級英雄的名聲，但奧托的內心其實感到十分孤獨和無奈，因為這一切的成功最終只會歸於彼得而不是自己，他因此私底下要求手下的所有人工智能稱自己為奧托而非彼得。
某次綠惡魔襲擊奧托並抓走安娜作為人質，奧托發現自己竟然束手無策，他因此醒悟光憑智慧與力量是無法成為真正的英雄。他把自己的記憶格式化並把身體還給彼得，讓真正的蜘蛛人重新出現。

### 究極章魚
奧托早前在帕克工業已經將自己的記憶和人格備份在一個機器人助手的身上，他收集到班·萊利的基因並製作出自己的複製人，奧托的記憶和人格在該複製體中獲得了重生，復活的奧托更與犯罪組織九頭蛇聯手並利用他們的資源重新穿上了一套由自己打造的戰衣與過去所使用的機械觸手，自稱「究極章魚」，向蜘蛛人與其帕克工業進行復仇。
之後奧托與彼得和解，為了暗中保護他在成為究極蜘蛛人時交往的女友安娜而選擇到舊金山從事自己的超級英雄生涯，在那裡他平日化名為艾略特·托利維博士，每當有超級罪犯出沒時則化身為究極章魚打擊罪犯。不過他所採用的複製人被魔倫家族利用，使他們再度回歸給其他多元宇宙的蜘蛛人們造成了威脅，知道自己被利用的奧托選擇負擔責任，他重新穿上了究極蜘蛛人的服裝，率領贊同他理念的其他蜘蛛人們與魔倫家族奮戰。
再一次與多元宇宙的蜘蛛人們擊敗魔倫家族後，奧托以究極蜘蛛人的身分回歸舊金山並繼續他的超級英雄生涯。

## 能力
八爪博士因為已經把自己發明的四隻機械觸手融合在其脊骨上，所以他可以憑藉自己的意識來自由地操控這些強而有力的機械觸手。機械觸手不但可以當成交通工具讓他像蜘蛛人一樣在各種環境下皆能行動自如，更能用來搬運重物、發射光束和入侵電腦等。
奧托在取代彼得成為蜘蛛人後擁有了蜘蛛人所有的能力，並以自己的天才級智商開發出機械蜘蛛腿和調整了彼得的蜘蛛絲化學配方，讓蜘蛛絲變得更強韌和更難以分解，蛛網發射器亦被調整成擁有噴射火焰的功能。
以究極章魚的身份復活後，奧托得到班·萊利的複製身體並保留了身為蜘蛛人的能力和蛛網發射器，還加上了過去的四隻機械觸手，使他的能力變得比過去更強大。

## 其他媒體

### 電視
- 《蜘蛛人》：由小埃弗倫·津巴利斯特（英语：Efrem Zimbalist Jr.）配音。
- 《神奇蜘蛛人》：由彼得·邁克尼科爾配音。
- 《終極蜘蛛人》：由湯姆·肯尼配音[2]。

### 電影
- 蜘蛛人三部曲：由艾佛烈·蒙利納飾演八爪博士（英语：Otto Octavius (film character)）
  - 《蜘蛛人2》（2004年）[3]
- 漫威電影宇宙：由艾佛烈·蒙利納回歸飾演八爪博士。
  - 《蜘蛛人：無家日》[4]（2021年），八爪博士於臨死前因奇異博士的魔咒生效而透過穿越多重宇宙來到漫威电影宇宙中。
- 蜘蛛宇宙系列：由凱薩琳·哈恩聲演女版八爪博士奧莉薇亞·奧克塔維斯。
  - 《蜘蛛人：新宇宙》（2018年）

### 遊戲
- 《樂高漫威超級英雄》
- 《MARVEL未來之戰》：手機遊戲，八爪博士是玩家可使用角色之一。
- 《蜘蛛俠》：由威廉·薩耶爾斯（英语：William Salyers）配音[5]。
- 《蜘蛛侠：迈尔斯·莫拉雷斯》
- 《蜘蛛人2》